# John Hunter (Mediziner)

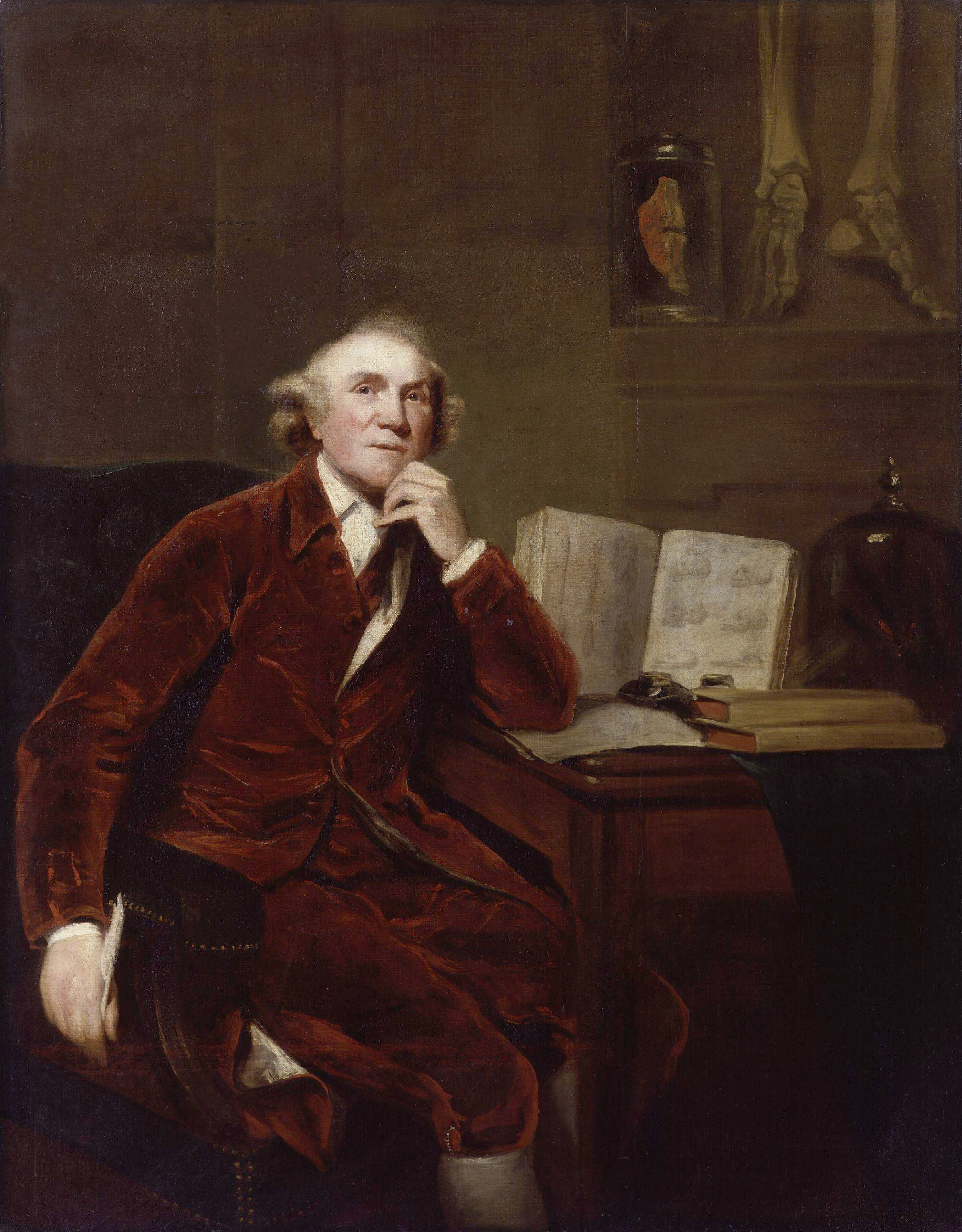
Der Chirurg und Anatom John Hunter. Gemälde John Jacksons nach Joshua Reynolds aus dem Jahr 1813.

John Hunter (* 13. oder 14. Februar 1728 in Long Calderwood bei East Kilbride in Lanarkshire, Schottland; † 16. Oktober 1793 in London) war ein britischer Wundarzt, Militärarzt, Zahnheilkundler, Anatom, Naturforscher und (unpromovierter) Chirurg, der die pathologische Anatomie in England einbürgerte und als Begründer der experimentellen wissenschaftlichen Chirurgie gilt. Zudem galt sein Interesse der Physiologie und vergleichenden Pathologie.
Aus einfachen Verhältnissen kommend und auf dem Land in Schottland aufgewachsen, trat Hunter 1748 zunächst eine Assistentenstelle bei seinem als Anatom und Chirurg tätigen älteren Bruder William Hunter (1718–1783) an. Unter dem Einfluss seines Lehrers William Cheselden entwickelte Hunter eine kritische Einstellung zur traditionellen medizinischen Praxis und gelangte zur Überzeugung, dass neue Einsichten stets durch systematische Beobachtung und Experimente untermauert werden sollten. Seinem Lehrer Percivall Pott folgend, versuchte Hunter zudem, operative Eingriffe wann immer möglich zu vermeiden, und vertraute stattdessen auf die Selbstheilungskräfte des Körpers.
Nach Ausheilung einer Lungenentzündung diente Hunter von 1760 bis 1763 während des Siebenjährigen Krieges als Militärarzt und Kriegschirurg in Frankreich, Jamaika und Portugal. Die in dieser Zeit entstandenen medizinischen Erkenntnisse dienten später als Grundlage für seine epochemachende Schrift A Treatise on the Blood, Inflammation and Gun-shot Wounds über Blut, Entzündungen und Schusswunden. Nach seiner Rückkehr nach England arbeitete Hunter zunächst als Zahnarzt und versuchte sich in der Transplantation von Zähnen. In diese Zeit fällt die Abfassung eines zweiteiligen Werks zur Zahnheilkunde, das sich als erstes seiner Art auf wissenschaftliche Weise mit dem Thema auseinandersetzte (The Natural History of the Human Teeth, 1771, sowie A Practical Treatise on the Diseases of the Teeth, 1778).
Im Jahr 1768 erhielt Hunter eine Anstellung als Chirurg im  Londoner St. George’s Hospital, die er bis zum Ende seines Lebens innehatte. Ab 1769 wurde er auf Empfehlung seines Bruders dirigierender Wundarzt. Sowohl in St. George’s als auch in privaten Vorlesungen unterrichtete er ab 1773, zum Teil kostenlos, rund 1000 Schüler, die nach seinem Tod für das Weiterleben seiner Ideen sorgten und von denen einige – wie der Erfinder der modernen Pockenimpfung Edward Jenner – selber bedeutende Beiträge zur Wissenschaft leisteten. Mit Jenner und William Heberden führte Hunter auch Sektionen durch.
In seinem 1786 veröffentlichten dritten Werk Treatise on the Veneral Disease stellte Hunter die erst 1838 widerlegte Theorie auf, dass es sich bei Gonorrhoe und Syphilis um ein und dieselbe Geschlechtskrankheit handele. Hunter glaubte, er habe seine Theorie in einem Selbstversuch bewiesen, bei dem er sich den Erreger durch einen Schnitt in seinen Penis selbst injizierte. Allerdings war der Patient, dem er den Eiter für die Injektion entnahm, an beiden Krankheiten erkrankt.
Als einer der besten Präparatoren seiner Zeit baute Hunter über die Jahre eine aus mehr als 13.600 Objekten bestehende Sammlung von menschlichen und tierischen, teils prähistorischen, vor allem pathologischen Präparaten auf. Diese Sammlung ist heute unter dem Titel Hunterian Collection im Royal College of Surgeons of England in London für die Öffentlichkeit zugänglich. Weite Teile von Hunters umfangreichem handschriftlichem Nachlass wurden von seinem Schwager Everard Home für eigene Zwecke genutzt und anschließend verbrannt.

## Leben und Werk

### Herkunft und Schulbesuch
John Hunter wurde in der Nacht vom 13. auf den 14. Februar 1728 als zehntes Kind des Landwirtes John Hunter senior und seiner Frau Agnes, geborene Paul, in Long Calderwood südlich von Glasgow in Schottland geboren. Wie seine älteren Geschwister besuchte John die kleine Dorfschule von Long Calderwood, zeigte jedoch schon in früher Jugend eine Abneigung gegen alles Gedruckte. Laut seiner Schwester Dorothy „war er keineswegs ein dummer Junge“, fand aber keinen Spaß am Lese- oder Schreibunterricht oder jedweder anderen Form des Lernens. Dies führte dazu, dass seine Kenntnisse der englischen Sprache selbst für die Verhältnisse des 18. Jahrhunderts rudimentär blieben und spätere Biographen wie Jessé Foot ihm vorwarfen: „he was incapable of putting six lines together grammatically into English“ (deutsch: „er habe keine sechs Zeilen in grammatikalisch korrektem Englisch zusammenbringen können.“) In späteren Jahren brachte Hunter es zwar zu einer ansehnlichen privaten Büchersammlung, gefiel sich aber immer noch in der Feststellung, dass er „Bücher gänzlich ablehne“ und lieber das „Buch des fleischlichen Körpers studiere“. Hunter war noch ein Kind als sein Vater, der für ihn eine Ausbildung als Schiffszimmermann vorgesehen hatte, starb.

### Frühe Jahre in London (1748–1759)

#### Erste Jahre als Assistent seines Bruders

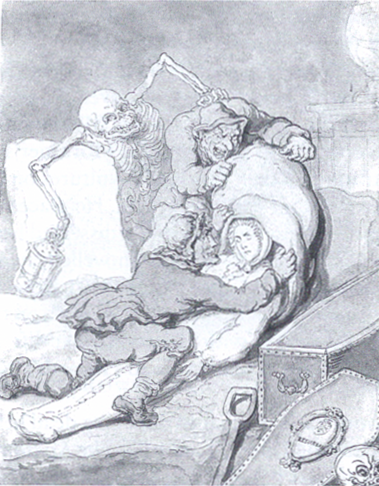
Thomas Rowlandson: Resurrection Men („Auferstehungsmänner“). Zwei Leichenräuber werden bei ihrer Arbeit durch den Tod gestört. Karikatur aus dem 18. Jahrhundert.

Als 20-Jähriger kam Hunter nach England und nahm im Herbst 1748 eine Assistentenstelle bei seinem älteren Bruder, dem Arzt, Anatom und Geburtshelfer William in London an. Dieser hatte im Oktober 1746 die erste Schule für Anatomie in England gegründet, aufbauend auf Erfahrungen, die er während seines Medizinstudiums in Leiden und Paris gesammelt hatte.
William Hunters Schule für Anatomie läutete eine neue Ära in der Ausbildung von Medizinern in England ein. Erstmals konnten angehende Ärzte sich ihr anatomisches Wissen nicht nur in der Theorie aneignen, sondern auch aus eigener Anschauung und Praxis. Neben Vorlesungen bestand der Unterricht aus anatomischen Übungen, für die William Hunter jedem Studenten einen eigenen Leichnam als Studienobjekt zusicherte.
Dieses Versprechen wurde zu einer der größten Herausforderungen für den Betrieb der Schule. Je beliebter William Hunters Kurse wurden, umso größer war der Bedarf an Leichen. Da die Körper selbst im Winter aufgrund der fortschreitenden Verwesung kaum länger als eine Woche als Studienobjekte geeignet waren, mussten täglich frische Leichname herangeschafft werden. Ab 1748 fiel diese Arbeit seinem Bruder John als William Hunters neuem Assistenten zu. Über die Jahre entwickelte John enge Beziehungen zu Bestattern und professionellen Grabräubern, um den steigenden Bedarf an Studienobjekten zu befriedigen. Eintragungen in seine Fallsammlungen legen zudem nahe, dass er sich auch selber an den nächtlichen Unternehmungen der Grabräuber beteiligte.
Während er seine Nächte auf Friedhöfen verbrachte, half John Hunter seinem Bruder tagsüber bei der Erstellung von Präparaten und der Betreuung der Studenten. Dabei erwies er sich als so begabt, dass William ihm schon nach sechsmonatiger Tätigkeit die Arbeit des Präparators übertrug.

#### Schüler von William Cheselden und Percivall Pott
Auf Veranlassung seines Bruders ging John Hunter daraufhin zu William Cheselden und später Percivall Pott in die chirurgische Lehre.
Die Sommermonate der Jahre 1749 und 1750 verbrachte Hunter als Schüler William Cheseldens im Royal Hospital Chelsea. Cheselden war einer der angesehensten Chirurgen seiner Zeit. Sein Buch The Anatomy of the Humane Body („Die Anatomie des menschlichen Körpers“) war ein Standardwerk für Medizinstudenten. Größere Bekanntheit erlangte er jedoch durch den von ihm eingeführten lateralen Blasensteinschnitt (Lithotomie). Für Hunter erwies sich die Lehrzeit bei William Cheselden als Glücksfall. Erstmals hatte er die Möglichkeit, seine Anatomiekenntnisse durch Studien an lebenden Körpern zu erweitern. An der Seite Cheseldens wohnte Hunter verschiedensten Operationen bei und übernahm dabei dessen Einstellung, nur dann zu operieren, wenn eine klare Aussicht auf Erfolg des Eingriffes gegeben war. Als wichtigsten Einfluss von Cheselden auf Hunter bewertet Wendy Moore, eine der Biographinnen Hunters, allerdings die Tatsache, dass Cheselden überlieferte Wege in der medizinischen Praxis kritisch hinterfragte und – wann immer möglich – neue Einsichten durch systematische Beobachtungen und Experimente zu untermauern versuchte. Auf diesem Weg sollte Hunter ihm später folgen, indem er Einsichten aus dem Seziersaal in die medizinische Praxis übertrug.
Nach dem Tod Cheseldens im Jahr 1751 führte Hunter seine medizinische Ausbildung als Nebengehilfe unter Percivall Pott fort. Pott arbeitete am Londoner St Bartholomew’s Hospital und gehörte zu jenem Zeitpunkt bereits zu den angesehensten Chirurgen Englands. Auch wenn Pott – nach Aussage von Hunters Biographen John Kobler – der Erfindungsreichtum von Cheselden abging, so hatte er doch prägenden Einfluss auf Hunter. Insbesondere vertrat er den Standpunkt, so weit wie möglich die Selbstheilungskräfte des Körpers zu nutzen. Laut Kobler legte Pott damit den Grundstein für Hunters eigene medizinische Auffassung.

#### Präparator und Beitrag zuThe Anatomy of the Human Gravid Uterus

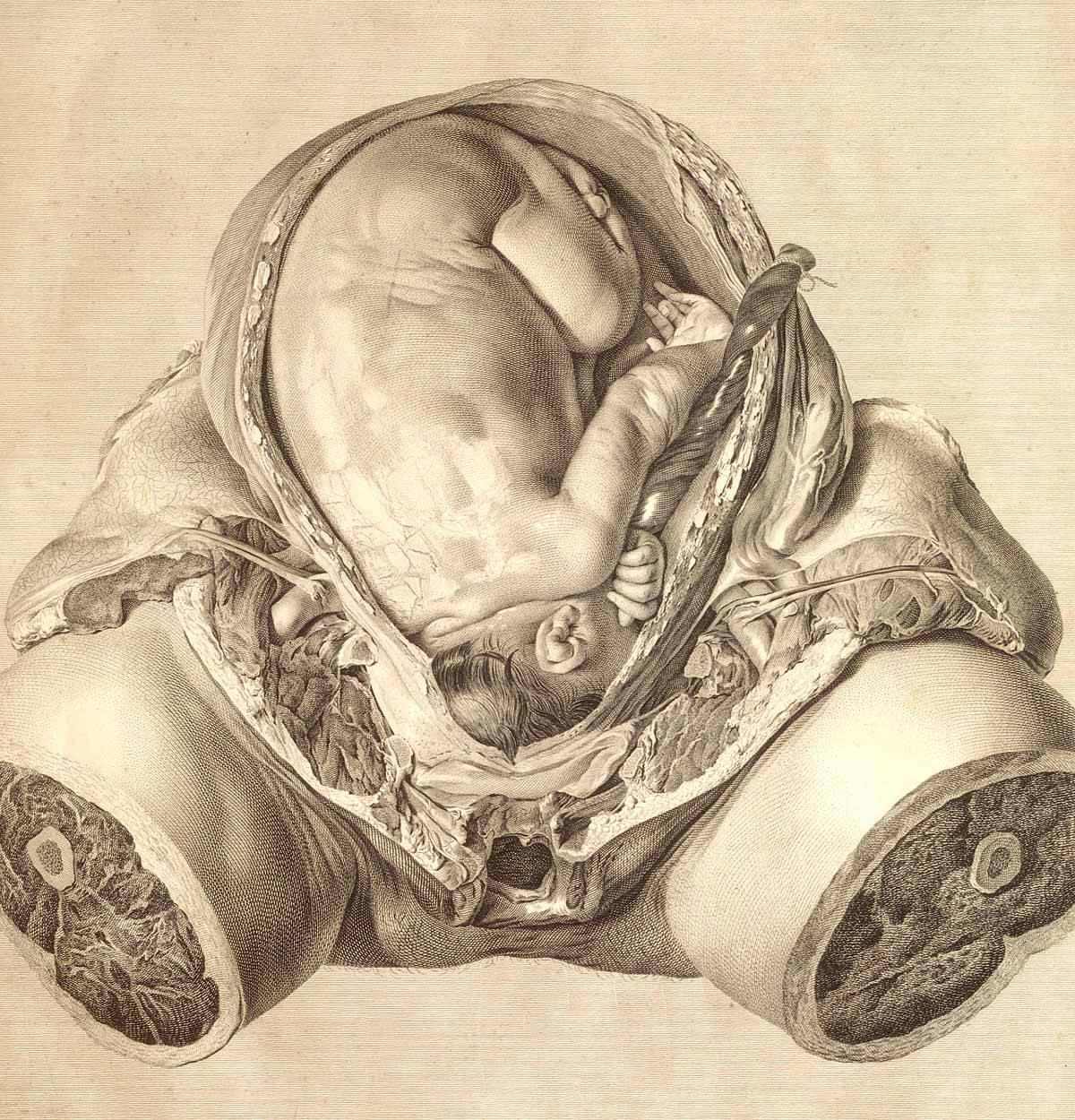
Tafel VI aus William Hunters 1774 veröffentlichtem Buch The Anatomy of the Human Gravid Uterus. Kupferstich von Jan van Riemsdyk.

Sorgfältig erstellte Präparate spielten in der medizinischen Ausbildung des 18. Jahrhunderts eine entscheidende Rolle. Sie halfen angehenden Medizinern, morphologische Merkmale zu identifizieren, die ansonsten nur schwer erkennbar waren. Hunter hatte sich schon früh als überaus geschickt im Umgang mit dem Seziermesser erwiesen. Zunächst angeleitet von seinem Bruder William, übertraf er diesen bald an Kunstfertigkeit. William Hunter beanspruchte alle in seiner Schule erstellten Präparate als sein Eigentum und nahm auch alle unter seinem Dach gemachten wissenschaftlichen Entdeckungen für sich in Anspruch. Während John Hunter diese Situation zunächst noch stillschweigend ertrug, regte sich mit steigendem Selbstbewusstsein auch sein Widerstand gegen diese Praxis.
Im Winter 1750 erhielt William Hunter den Leichnam einer Frau zur Sektion, die im neunten Monat schwanger gewesen war. Das bot William und John Hunter die seltene Gelegenheit, eine Frau im letzten Stadium der Schwangerschaft zu sezieren. Auch war der Zeitpunkt günstig, denn im Winter setzte die Verwesung viel später ein als in den warmen Sommermonaten. Mit dem jungen Niederländer Jan van Riemsdyk gewann William Hunter einen begabten Zeichner, dessen Aufgabe es war, jeden Schritt der anatomischen Untersuchung bildlich festzuhalten. Da hauptsächlich John Hunter die Aufgabe des Sezierens zufiel, trug William nicht allzu viel zu dem gemeinschaftlichen Werk bei.
John Hunter erledigte die heikle Aufgabe der schrittweisen Öffnung des Körpers der Schwangeren, ohne dabei das ungeborene Kind zu beschädigen. Währenddessen dokumentierte der Zeichner van Riemsdyk die einzelnen Schritte mit großer Detailtreue. Während Kinder im Mutterleib auf früheren Bildern noch als kleine Erwachsene dargestellt worden waren, entstanden nun zum ersten Male naturgetreue Darstellungen eines Ungeborenen im Uterus. In den Jahren bis 1754 konnten derartige Untersuchungen noch an weiteren Leichen von Schwangeren wiederholt werden, und so entstand unter John Hunters maßgeblicher Beteiligung das Werk The Anatomy of the Human Gravid Uterus Exhibited in Figures („Die Anatomie des schwangeren menschlichen Uterus, dargestellt in Abbildungen“), welches das Wachstum des ungeborenen Kindes im Mutterleib bildlich nachzeichnete. Als William Hunter, der sich selbst etwa die Priorität über Bau und Gefäße der Plazenta und ihrer Verbindung mit dem Uterus zuschrieb, das Werk im Jahr 1774 schließlich veröffentlichte, gab er in seinem Vorwort widerwillig an, sein Bruder John habe ihm bei seiner Arbeit „assistiert“.

#### Arbeit am St. George’s Hospital und steigendes Interesse an der Tierphysiologie
Im Sommer 1754 wurde Hunter als Schüler in das St. George’s Hospital aufgenommen. Das 1733 gegründete Krankenhaus war zehn Jahre zuvor erweitert worden und bot Platz für mehr als 250 Patienten. Noch ohne medizinischen Abschluss begann Hunter hier seine ersten Patienten zu behandeln. Im Mai 1756 erhielt er die freigewordene Stelle als House Surgeon („Hauschirurg“) im St. George’s Hospital. Nach nur fünf Monaten gab er diesen Posten allerdings schon wieder auf und setzte stattdessen seine Arbeit als Vorlesungsassistent in der Schule seines Bruders fort. Hunters Biograph Kobler vermutet, dass William Hunter ihn zur Rückkehr drängte, da ihm der Unterricht seiner inzwischen mehr als hundert Schüler über den Kopf gewachsen war.
In die Zeit nach seiner Rückkehr an William Hunters Schule fällt auch das wachsende Interesse John Hunters an der Beschäftigung mit der tierischen Anatomie. Immer dann, wenn die menschliche Anatomie sich für die Beantwortung von Fragen nach der Funktionsweise einzelner Körperteile als zu komplex erwies, griff er auf Tiere zurück, deren einfachere Strukturen häufig klarere Antworten lieferten. Zunächst sezierte Hunter noch Hunde, Pferde, Esel und andere Tiere, die sich leicht auf Märkten und bei Tierhändlern beschaffen ließen. Er bewies zudem, dass Wolf, Schakal und Hund ursprünglich zu einer Tierart gehörten. Doch schon bald wandte er sich auch exotischeren Tierarten zu, die er bei reisenden Schaustellern und Zirkussen auftrieb. Seine Leidenschaft wuchs schließlich so sehr, dass er den Wächter der königlichen Menagerie im Tower of London dazu überredete, ihm verendete exotische Tiere zu überlassen.

#### Arbeiten zum Hodenabstieg und zum Lymphgefäßsystem

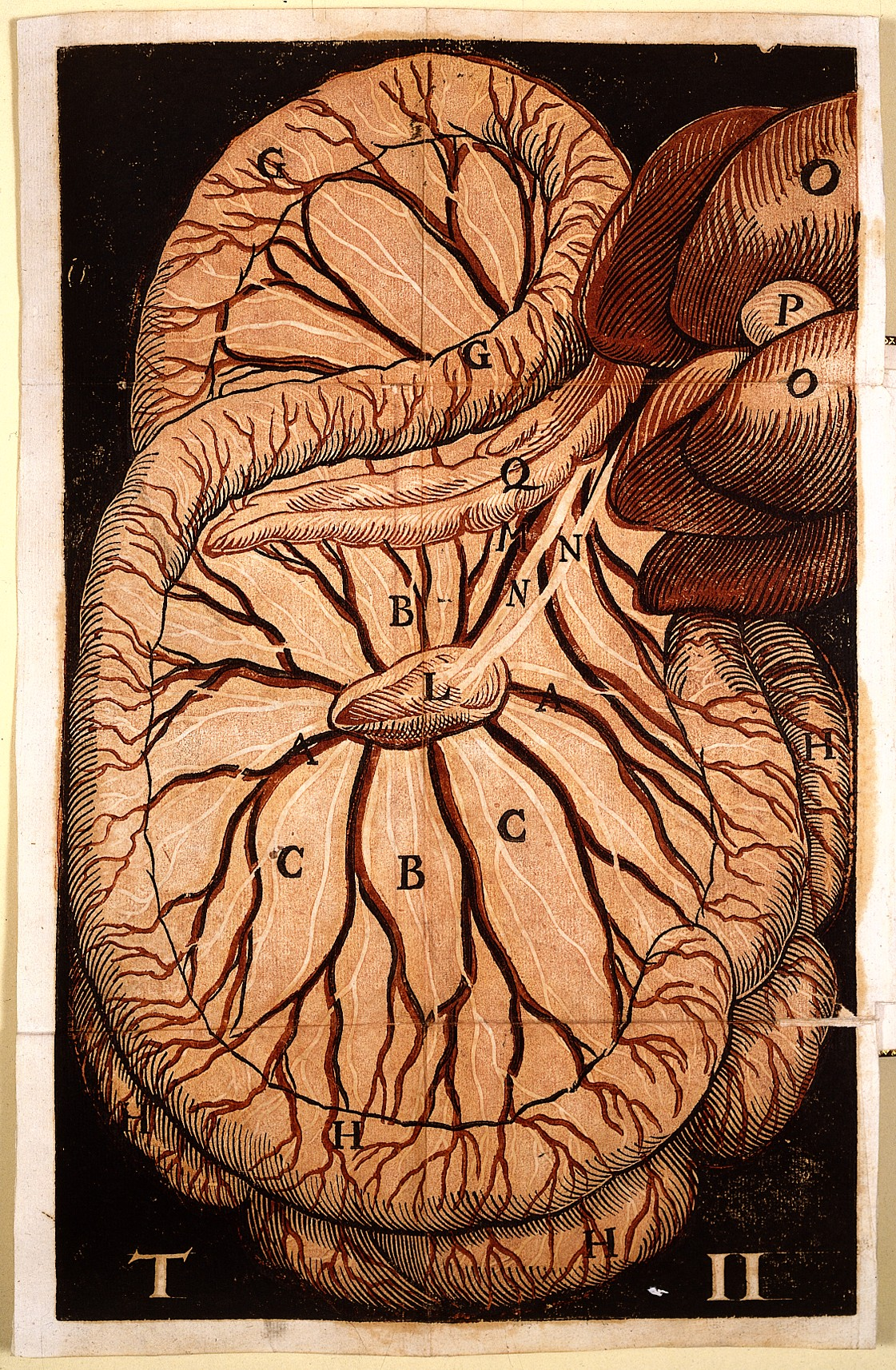
Frühe Darstellung der Lymphgefäße eines Hundes. Bildtafel aus Gaspar Asellius, De lactibus…, Mailand 1627.

Vor allem zwei Bereiche waren es, in denen Hunter zwischen 1756 und 1760 wissenschaftlich hervortrat: in seinen Arbeiten zur vorgeburtlichen Entwicklung des menschlichen Hodens und zum Lymphgefäßsystem.
Zunächst wandte er sich dem Hodenabstieg beim Menschen zu. In einer 1755 erschienenen Schrift hatte Albrecht von Haller argumentiert, dieser Abstieg finde während des Geburtsvorganges statt. Durch seine vielfach praktizierten Autopsien männlicher Feten wusste Hunter jedoch, dass Haller irrte und der Hodenabstieg üblicherweise im achten Schwangerschaftsmonat abgeschlossen war. Den Nachweis erbrachte er mit einer Reihe von Präparaten, in denen er die fortschreitende Entwicklung des Vorganges darstellte und die von der Fachwelt mit großem Interesse aufgenommen wurden.
Während seiner Arbeiten zum Lymphgefäßsystem unternahm Hunter im Winter 1758 einen spektakulären Versuch. In einer Zeit, in dem das lymphatische System der Forschung noch weitgehend Rätsel aufgab, ging es unter anderem um die Frage, ob außer den Lymphgefäßen auch die Venen in der Lage waren, Fette aufzunehmen. In einem Experiment schnitt Hunter den Bauch eines lebendigen Hundes auf, öffnete dessen Darm und goss Milch in die Öffnung. Sein staunendes Publikum konnte dabei beobachten, dass sich die Lymphkapillaren weiß färbten, während die Venen weiterhin nur mit Blut gefüllt blieben. Obwohl die Theorie, dass allein Lymphgefäße für die Aufnahme von Fetten und Flüssigkeiten zuständig waren, schon ein Jahrhundert zuvor von dem britischen Anatomen Francis Glisson aufgestellt worden war, gelang erst Hunter 1758 die experimentelle Bestätigung dieser Annahme.
Hunter hatte die Lymphangitis mit den roten, nach aufwärts verlaufenden Streifen beschreiben. Zudem beschrieb er 1793 als Erster die bis dahin bestrittene Phlebitis (Venenentzündung).

### Militärarzt in Frankreich und Portugal (1760–1762)

#### Neue Karrierechancen durch den Armeedienst
Im Herbst 1760 entschied sich John, die Tätigkeit bei seinem Bruder William zu beenden und stattdessen als Militärarzt in den Dienst der britischen Armee zu treten. Hunters beschränkte Erfahrung als Operateur und das Fehlen eines formalen Abschlusses machten es ihm nahezu unmöglich, eine dauerhafte Anstellung in einem Krankenhaus zu finden oder eine eigene Praxis zu eröffnen. Dagegen waren die Karrierechancen für Ärzte in der britischen Armee mit dem Ausbruch des Siebenjährigen Krieges im Jahr 1756 gestiegen. Zudem bestand die Regelung, dass Militärärzte nach dem Ende ihres Dienstes automatisch das Anrecht erhielten, im zivilen Bereich zu praktizieren.

#### Auf Belle-Île – Erkenntnisse zur Behandlung von Schusswunden

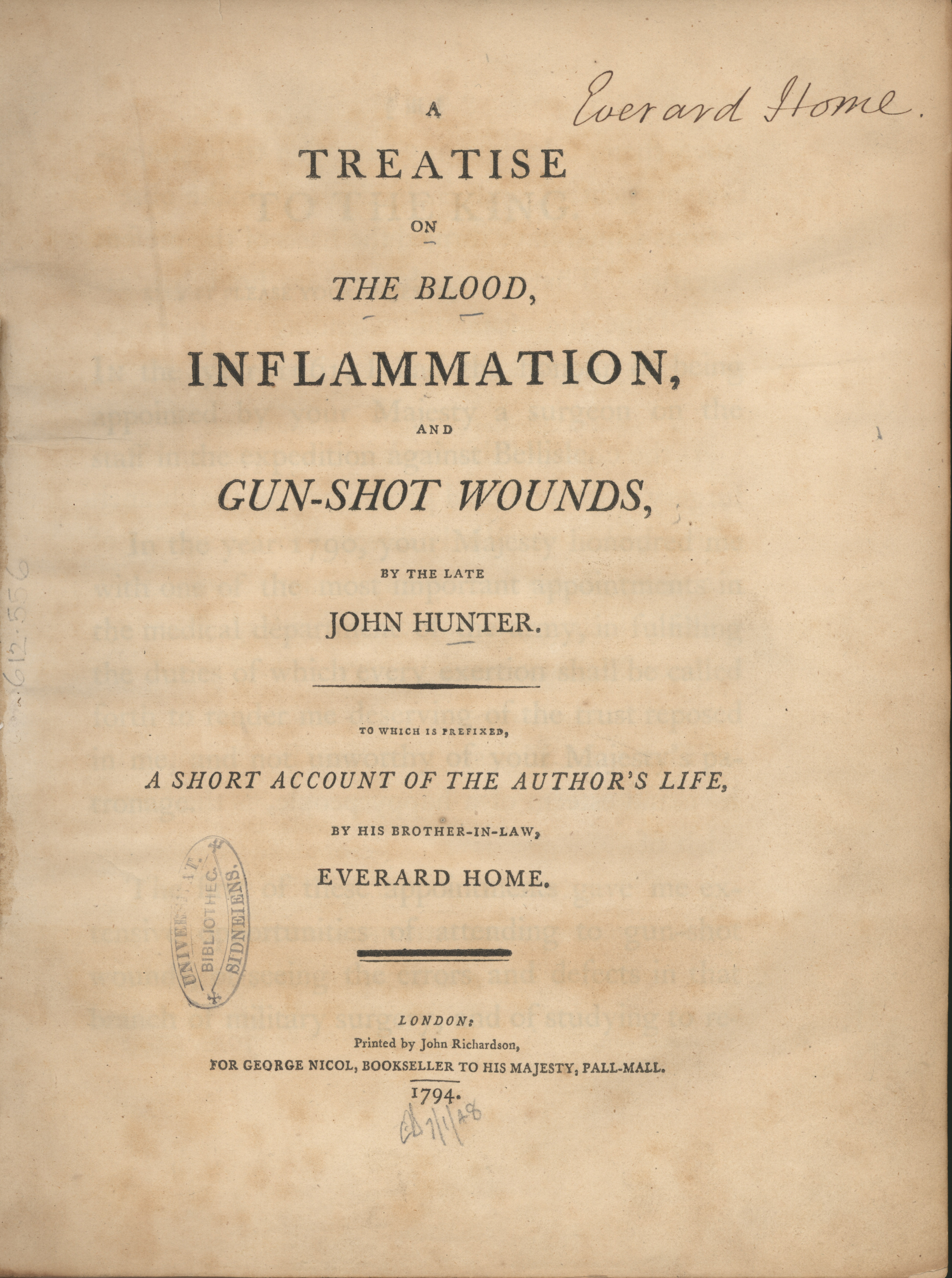
Titelseite des auf den auf Belle-Île gewonnenen Erkenntnissen basierenden Werkes A Treatise on the Blood, Inflammation and Gun-shot Wounds, by the Late John Hunter (London 1794).

Sein erster Einsatz führte Hunter im April 1761 nach Belle-Île, einer Insel vor der bretonischen Stadt Lorient. Hier führten die kombinierten Flotten- und Infanterieeinheiten unter Admiral Augustus Keppel und General Studholme Hodgson zwei Landungsunternehmen durch, bevor die Belagerung der Stadt Le Palais am 8. Juni 1761 schließlich mit der Kapitulation der Franzosen und der Übergabe der Insel an die Briten endete.
Für Hunter war die Tätigkeit im Dienst der Armee eine völlig neue Erfahrung. Insbesondere bei ihrem ersten Landungsversuch waren die Briten auf erbitterten Widerstand gestoßen, und so sahen sich Hunter und seine Kollegen mit einer großen Zahl von Schwerverletzten konfrontiert. Es mussten Schusswunden und Bajonettstiche behandelt und Gliedmaßen amputiert werden. Nichts in seiner Tätigkeit an Londoner Krankenhäusern hatte Hunter auf diese Situation vorbereitet.
Eine eher zufällige Beobachtung bestätigte Hunters Überzeugung von den Selbstheilungskräften des Körpers. Fünf durch Schusswunden verletzte Franzosen hatten sich am Tag der britischen Landung in ein Versteck geflüchtet und dort einige Tage ohne ärztliche Versorgung ausgeharrt. Als sie schließlich gefunden wurden, stellte Hunter fest, dass die Wunden der Franzosen besser verheilt waren als die ihrer britischen Gegner. Die übliche Praxis der Militärärzte zur Behandlung von Schusswunden bestand damals darin, den Eintrittskanal des Projektils künstlich zu erweitern, die Kugel mit einer Pinzette – häufig auch mit den blut- und dreckverschmierten Fingern – zu entfernen, die Wunde zu säubern und dann zu verbinden. Diese Prozedur war schmerzhaft, ging oft mit großem Blutverlust einher und führte häufig zu Wundinfektionen, die den Tod des Verletzten zur Folge haben konnten. Hunter hielt diese Vorgehensweise für schädlich. Er glaubte, dass die Heilungschancen stiegen, wenn der Arzt die Wunde nach Möglichkeit den Selbstheilungskräften der Natur überließ – bis zu dem Punkt, die Kugel in manchen Fällen im Körper zu belassen. Seine Erkenntnisse hielt er in der 30 Jahre später veröffentlichten Schrift A Treatise on the Blood, Inflammation and Gun-shot Wounds fest. Fußend auf seinen Notizen aus dem Krieg bemerkte er darin: „Es ist gegen alle Regeln der Chirurgie, […] Wunden […] zu erweitern. Keine Wunde, und sei sie noch so klein, sollte vergrößert werden, außer als Vorbereitung für etwas anderes [i.e. eine Operation].“ Seine Lehren über die feineren Vorgänge bei der Entzündung und Wundheilung enthalten unter anderem eine Einteilung der Entzündungen in adhäsive, suppurative und ulcerative.

#### In Portugal – Experiment zum Hörsinn von Fischen
Im Juli 1762 wurde Hunter von Belle-Île nach Portugal abkommandiert, wo die Briten an der Seite der Portugiesen gegen die Spanier kämpften. Durch das Abflauen der Kampfhandlungen während des letzten Kriegsjahres konnte Hunter einen Teil seiner Zeit für naturwissenschaftliche Studien nutzen. Schon in London hatte er Fische seziert und dabei deren Hörorgan entdeckt. Da dessen Existenz von der Mehrzahl der Anatomen seiner Zeit angezweifelt wurde, führte Hunter in Lissabon ein Experiment durch, bei dem ein Gehilfe an einem Fischteich eine Pistole abfeuerte. Hunter beobachtete, dass die Fische sich beim Ertönen des Schusses auf den Grund des Teiches flüchteten und erst nach einiger Zeit an die Oberfläche zurückkehrten. Doch Hunter berichtete der Royal Society erst 20 Jahre später von seinem Experiment. Zu diesem Zeitpunkt hatte der niederländische Mediziner Peter Camper die Entdeckung auf der Grundlage eigener Studien bereits veröffentlicht. Auch das Gehörorgan der Kopffüßer entdeckte er.

### Zweiter Lebensabschnitt in London (1763–1793)

#### Zahnarzt

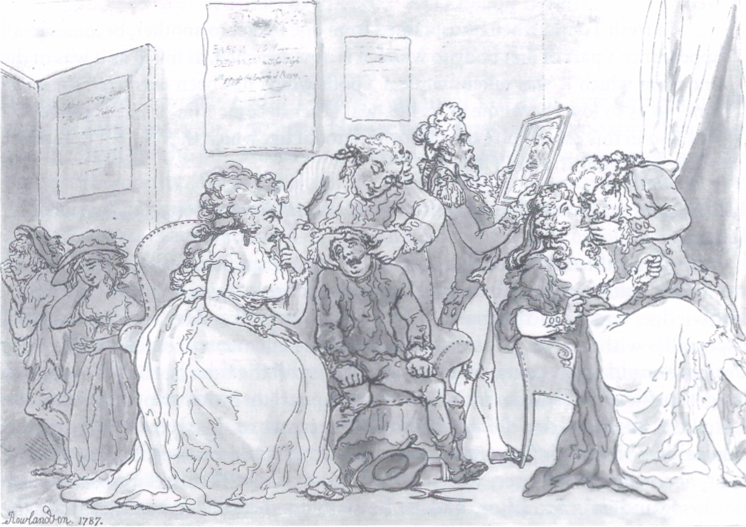
Transplanting of Teeth („Zahntransplantation“), Karikatur von Thomas Rowlandson (London, 1787). Einem jungen Schornsteinfeger wird ein Zahn gezogen, um diesen einer Dame aus der höheren Gesellschaft einzusetzen. Für den in der Abbildung dargestellten Zahnarzt diente ein Schüler Hunters als Vorbild.

Im Frühjahr 1763 kehrte Hunter nach England zurück. Er hatte es schwer, wieder eine bezahlte Anstellung zu finden. Sein Bruder William hatte in der Zwischenzeit einen anderen Assistenten eingestellt und die große Zahl etablierter Chirurgen in London ließ es ausweglos erscheinen, eine eigene Praxis aufzubauen. Seit dem Zweiten Jakobitenaufstand waren darüber hinaus weite Teile der englischen Gesellschaft Schotten gegenüber feindselig eingestellt. In dieser Situation blieb Hunter nichts anderes übrig, als sich derjenigen Tätigkeit zuzuwenden, die unter Medizinern das niedrigste Ansehen genoss und üblicherweise von Quacksalbern und Barbieren ausgeübt wurde: der eines „Zahnarztes“.
Für die Dauer von fünf Jahren schloss Hunter sich dem bekannten Zahnarzt James Spence an. In diese Zeit fällt die Abfassung seines in zwei Teilen 1771 und 1778 veröffentlichten Werkes The Natural History of the Human Teeth („Die Naturgeschichte der menschlichen Zähne“) und A Practical Treatise on the Diseases of the Teeth („Eine praktische Abhandlung zu den Krankheiten der Zähne“). Mit seinen detaillierten Beschreibungen zur Anatomie und Physiologie sowie Pathologie der Zähne war Hunters Werk das erste, das sich auf wissenschaftliche Weise mit dem Thema auseinandersetzte, und gleichzeitig die ausführlichste Abhandlung zur Zahnheilkunde jener Zeit.
Hunter forderte, vor der Füllungstherapie kariöser Zähne, die Zahnpulpa zu entfernen und beschäftigte sich auch mit der Behandlung von Stellungsanomalien der Zähne.
Mit besonderem Interesse verfolgte Hunter die Idee der Transplantation von Zähnen. Auf der Grundlage seiner Überzeugung von der regenerativen Kraft des menschlichen Körpers glaubte er, dass ein frisch extrahierter Zahn nur genügend schnell bei einem anderen Patienten eingesetzt werden müsse, um erfolgreich anzuwachsen. Mit gedruckten Anzeigen lockte er ganze Scharen ärmerer ‚Zahnspender‘ an, die sich für ein paar Pence ihre gesunden Zähne ziehen ließen, damit diese sofort im Anschluss wohlhabenderen Zeitgenossen eingesetzt werden konnten. Hunters wissenschaftliche Reputation führte dazu, dass seine ‚Zahntransplantationen‘ nicht nur in Europa, sondern auch in Amerika Nachahmer fanden. Erst gegen Ende des 18. Jahrhunderts wurde diese Methode, die mit einer hohen Infektionsgefahr für die Patienten einherging, endgültig aufgegeben. Auch zur Regeneration der Nerven stellte Hunter Versuche an.

#### Aufnahme in dieRoyal Society, Rückkehr ans St. George’s Hospital und Heirat

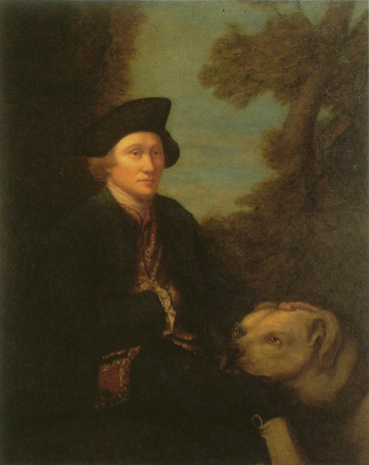
Porträt John Hunters. Ölgemälde von Dorofield Hardy nach dem Original von Robert Home, um 1770. Robert Home war der jüngere Bruder von Hunters Frau Anne und fertigte das Original dieses Porträts vermutlich noch während der Verlobungszeit der beiden an.

Im Jahr 1765 bat der irische Botaniker und Zoologe John Ellis Hunter um eine physiologische Untersuchung eines Siren lacertina aus der Familie der Armmolche. Ellis hatte bereits die äußeren Merkmale des Tieres beschrieben und bat Hunter nun um eine Beschreibung des inneren Körperaufbaus. Hunter entdeckte, dass das erwachsene Exemplar dieses Großen Armmolches neben seinen drei Paaren äußerer Kiemen auch eine Lunge besaß. Daraus schloss Hunter, dass es sich bei dem mit einem Beinpaar ausgestatteten Tier um ein fehlendes Glied zwischen Fischen und Amphibien handelte. Gemeinsam schickten Ellis und Hunter ihre Berichte an die Londoner Royal Society, wo diese am 5. Juni 1766 verlesen wurden. Acht Monate später, am 5. Februar 1767, wurde Hunter als Fellow in die Royal Society aufgenommen. Damit war er seinem Bruder William um drei Monate zuvorgekommen. Im selben Jahr schuf John Hunter mit George Fordyce und dem Mechaniker Alexander Cumming eine Privatgesellschaft von Gelehrten, die sich nach den Sitzungen der Royal Society in einem Café trafen. Im Jahr 1766 begann Hunter zudem seine physiologischen Experimente mit dem Thermometer, die er 1775 bis 1778 in den Philosophical transactions veröffentlichte. Im Jahr 1767 zerriss während des Tanzens eine seiner Achillessehnen, woraufhin er begann, an Hunden subkutane Verfahren zur chirurgischen Behandlung solcher Verletzungen zu entwickeln.
Nach erfolgreicher Absolvierung einer mündlichen Prüfung wurde Hunter im Juli 1768 in die Company of Surgeons, die Vereinigung der Chirurgen Englands (heute: Royal College of Surgeons of England), aufgenommen. Im Dezember desselben Jahres erhielt Hunter eine offizielle Anstellung als Chirurg am Londoner St. George’s Hospital – 15 Jahre, nachdem er das erste Mal als Arzt praktiziert hatte.
Seine verbesserte gesellschaftliche Stellung ermöglichte Hunter die Gründung einer Familie. Im Juli 1771 heiratete er Anne Home, die Tochter eines Chirurgen, den Hunter während seines Militärdienstes auf Belle-Île kennengelernt hatte. Anne und John waren ein ungleiches Paar: Während Anne Home romantische Gedichte verfasste (eine erste Veröffentlichung war 1765 erfolgt), war der unbelesene Hunter dafür bekannt, sich sprachlich nur schwer ausdrücken zu können. Annes Umgang mit der gebildeten Londoner Gesellschaft in literarischen Salons stellte für Hunter eine fremde Welt dar. In Anspielung auf Annes Gedicht To a Nightingale scherzt Hunters Biograph Kobler, Johns Interesse an Nachtigallen habe sich auf die Zusammensetzung ihrer Innereien beschränkt. Auch äußerlich schienen die beiden schlecht zusammenzupassen: Während Anne als schlank und hochgewachsen beschrieben wird, war der 14 Jahre ältere John eher von gedrungenem Körperbau. Trotz dieser Unterschiede war die Partnerschaft offenbar von gegenseitigem Respekt geprägt. Hunter wurde ein gerngesehener Gast in der Familie seiner Frau und nahm Annes jüngeren Bruder Everard Home später als seinen Schüler an. Aus der Ehe gingen vier Kinder hervor, von denen zwei schon früh starben.

#### Forschungen zur Gonorrhoe
Als Wundarzt am St. George’s Hospital behandelte Hunter zahlreiche Patienten, die an Geschlechtskrankheiten wie Gonorrhoe oder Syphilis litten. Eine lockere Sexualmoral und die große Zahl an Prostituierten hatten sexuell übertragbare Krankheiten in London zu einem Massenphänomen gemacht. Gleichzeitig gaben die genauen Ursachen und die effektive Behandlung dieser Krankheiten den Medizinern in der zweiten Hälfte des 18. Jahrhunderts noch zahlreiche Rätsel auf.
Hunter beschäftigte sich mit der Frage, ob es sich bei Gonorrhoe und Syphilis möglicherweise um ein und dieselbe Krankheit handelte. Wie die meisten Ärzte jener Zeit glaubte er, dass die Syphilis lediglich eine schwerere Form der Gonorrhoe sei, die nicht nur den Genitalbereich, sondern den gesamten Körper angreife. Doch eine endgültige Klärung dieser Frage stand noch aus, und so ersann Hunter ein Experiment, bei dem eine Versuchsperson mit Gonorrhoe infiziert und anschließend über einen längeren Zeitraum hinweg beobachtet werden sollte. Wenn, wie Hunter vermutete, der Ausbruch der Gonorrhoe von Symptomen der Syphilis gefolgt würde, dann wäre der Nachweis erbracht, dass es sich bei beiden um dieselbe Krankheit handelte.
Was die genaue Durchführung des Experimentes angeht, bestand in der Hunter-Forschung lange Uneinigkeit. Während jüngere Biographen wie Gloyne (1950), Gray (1952), Kobler (1960) und auch Moore (2005) davon ausgehen, dass Hunter sich selbst durch einen Schnitt in seinen Penis mit Gonorrhoe und Syphilis infizierte und dann schließlich 1793 an den Spätfolgen des Experimentes starb, bestreitet Qvist (1981) diese These. Qvist wendet ein, dass bis auf Ottley (1835) alle Biographen Hunters bis zur Veröffentlichung eines Aufsatzes von D’Arcy Power im Jahr 1925 (John Hunter: A Martyr to Science) – also Foot (1794), Adams (1817), Butler (1881), Stephen Paget (1897) und Peachey (1924) – einen Selbstversuch mit keinem Wort erwähnen. Außerdem, so Qvist, habe die von Everard Home durchgeführte Autopsie nach Hunters Tod keinerlei Hinweise auf eine Syphiliserkrankung ergeben. Einen Beleg dafür, dass es sich tatsächlich um einen Selbstversuch handelte, liefert Caroline Grigson, die Biographin von Hunters Frau Anne. Sie verweist auf eine handschriftliche Notiz Hunters, in der dieser schrieb „Aber da ich bei mir selbst einen Schanker von einer Gonorrhoe herbeigeführt habe, ist dieser Punkt nun bewiesen.“
Hunter unterlief bei seinem Experiment ein entscheidender Fehler. Der Gonorrhoe-Patient, dessen Eiter Hunter sich selbst injizierte, litt – wie viele andere Patienten jener Zeit – zugleich an Syphilis. Und so sollten die falschen Ergebnisse von Hunters Versuch die Forschung zur Gonorrhoe und Syphilis noch bis ins nächste Jahrhundert bestimmen: Hunter beobachtete zunächst den Ausbruch der Gonorrhoe, gefolgt von Symptomen der Syphilis und war damit überzeugt, den gewünschten Nachweis erbracht zu haben. Im Jahr 1786 veröffentlichte er seine Ergebnisse unter dem Titel A Treatise on the Veneral Disease. Erst 1838 gelang Philippe Ricord der Nachweis, dass es sich um zwei unterschiedliche Krankheiten handelt.
Zudem befasste sich Hunter mit der Ursache und der Behandlung der, etwa bei „venerischen Tripperentzündungen“ auftretenden, Harnröhrenstrikturen durch Entzündung, ebenso wie mit der Therapie der Ischurie infolge von Prostatavergrößerungen.

#### Lehrtätigkeit

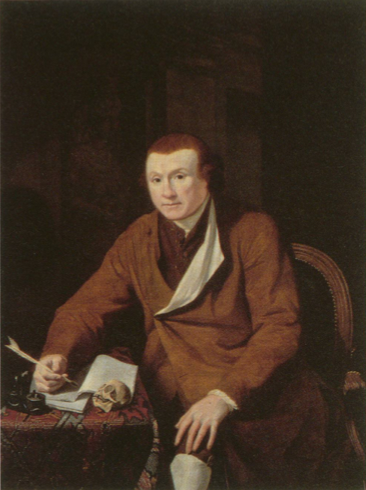
Porträt John Hunters. Ölgemälde von Robert Home, vermutlich aus dem Jahr 1784.

Mit Hunters wachsendem Bekanntheitsgrad wuchs auch die Zahl seiner Schüler. Von den 120 angehenden Chirurgen, die in den Jahren zwischen 1768 und 1772 ihre Ausbildung am St. George’s Hospital begannen, schrieben sich mehr als die Hälfte als Schüler von Hunter ein. Allein im Jahr 1771 studierten mehr als zwei Drittel der Anatomieschüler von St. George’s bei ihm. Darüber hinaus hielt Hunter zwischen 1772 und 1777 jeweils von Oktober bis April an drei Abenden die Woche private Vorlesungen. Obwohl er diese Vorlesungen unter dem Titel The Principles and Practice of Surgery („Die Prinzipien und Praxis der Chirurgie“) in Zeitungsanzeigen bewarb, mahnte er seine Studenten, Operationen so weit wie möglich zu vermeiden. Anstatt Themen der praktischen Chirurgie zu behandeln, gab er seinen Zuhörern umfassende Einführungen in die Physiologie des menschlichen Körpers. Seine Studenten sollten auf diese Weise lernen, wie ein gesunder Körper funktionierte und welche Vorgänge in einem kranken Körper abliefen.
Vor Beginn jeder Vorlesung nahm Hunter Laudanum ein, um sein Lampenfieber zu dämpfen. Das Sprechen vor einer größeren Gruppe von Zuhörern fiel ihm aber dennoch schwer und so las er seine Vorlesung stockend und ohne einen Blick ins Publikum zu werfen von einem vorbereiteten Manuskript ab.
Zu seinen bekanntesten Schülern gehörten Edward Jenner, der die moderne Schutzimpfung gegen Pocken entwickelte und dessen Ideen zur „Vaccination“ Hunter als nachforschenswert erwähnte, John Morgan, Mitbegründer der ersten Schule für Mediziner im kolonialen Amerika, John Abernethy, englischer Anatom und Chirurg, Anthony Carlisle, der im Jahr 1800 gemeinsam mit William Nicholson die Elektrolyse entdeckte, sowie Astley Paston Cooper, nach dem die Cooper-Schere benannt ist. Insgesamt wird die Zahl von Hunters Schülern auf etwa 1000 geschätzt.

#### Forschungen zu Aneurysmen der Kniekehlarterie
Hunter gehörte zu den britischen Chirurgen, die sich im 18. Jahrhundert intensiv mit Aneurysmen (arteriellen Aussackungen) beschäftigten. Zu Hunters wichtigsten Arbeiten auf dem Gebiet neuer Operationsmethoden gehören seine Experimente zur Behandlung von Aneurysmen der Kniekehlarterie (Arteria poplitea). Im 18. Jahrhundert waren Aneurysmen ein gängiges Phänomen: vermutlich durch das Tragen hochschaftiger Reitstiefel ausgelöst, bildete sich in der Kniekehle ein Aneurysma der Arteria poplitea, das heftige Schmerzen beim Gehen verursachte. Behandelt wurde dieses besonders häufig bei Kutschern auftretende Aneurysma zumeist durch Amputation. Eine alternative Methode, bei der das Blutgefäß ober- und unterhalb der Aussackung zusammengebunden bzw. unterbunden (ligiert) und das Aneurysma anschließend entfernt wird, hatte sich als riskant erwiesen.
Hunter vermutete, dass eine Unterbindung (Ligatur) der Arterie oberhalb des Aneurysmas ausreicht und die Blutversorgung des Unterschenkels durch ein Ausweichen des Blutes auf kleinere Arterien sichergestellt würde. Um seine Annahme zu bestätigen, führte Hunter eine Reihe von Tierexperimenten durch, in denen er den Blutfluss im Bein durch Ligatur der Oberschenkelarterie (Arteria femoralis) unterbrach. Nach einigen Wochen ließ Hunter die Tiere töten und spritzte während der anschließenden Sektion eine gefärbte Flüssigkeit, ein sogenanntes Injektionspräparat, in die Arterie. Dabei fand er heraus, dass sich das Blut in der Zwischenzeit andere Wege durch kleinere Arterien (Kollateralen) gesucht hatte und die Blutversorgung des Unterschenkels weiter sichergestellt war.
Ab 1785 wandte Hunter seine Operationstechnik erfolgreich an Menschen an und schon bald entwickelte sich die Technik zum Standard in der Behandlung von Aneurysmen der Kniekehlarterie. Unter dem Namen ‚Hunter’s operation‘ verbreitete sich die Methode in ganz Europa; der von Hunter bei seinem Eingriff genutzte Adduktorenkanal (Canalis adductorius) trägt im Englischen bis heute den Beinamen ‚Hunter’s canal‘. Sein Biograph Qvist verweist in diesem Zusammenhang allerdings auf den Umstand, dass Hunter nicht der Erste war, der Aneurysmen durch ein Verschließen der Oberschenkelarterie behandelte. Vielmehr, so Qvist, komme Hunter das Verdienst zu, die Behandlungsmethode erstmals auf wissenschaftliche Grundlagen gestützt und ihren Erfolg im Experiment nachgewiesen zu haben.

#### Naturforscher und Sammler

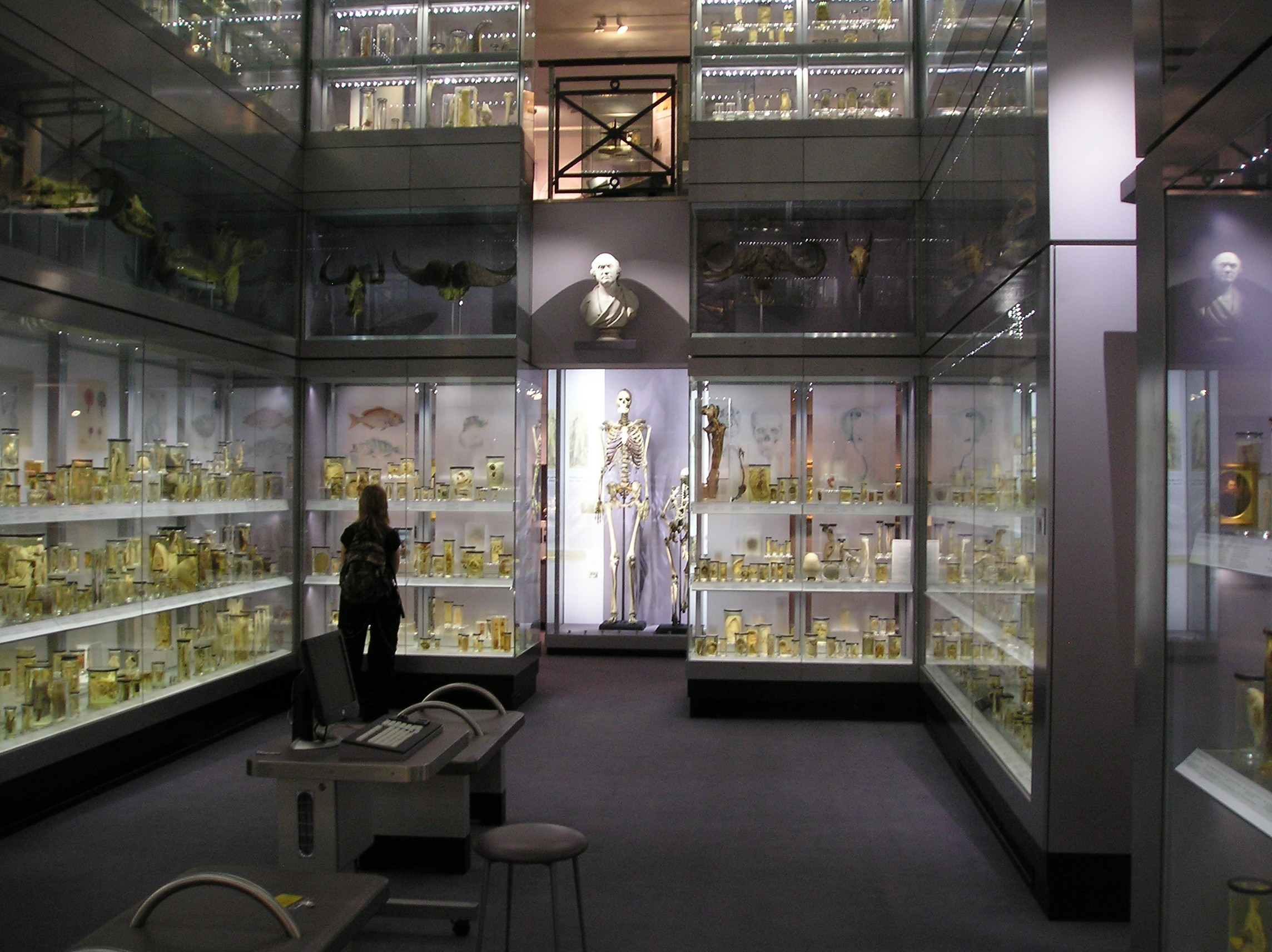
Die Hunterian Collection am Royal College of Surgeons of England in London. In der Bildmitte ist das Skelett von Charles Byrne, dem ‚Irish Giant‘, zu sehen. Hunter hatte sich die sterblichen Überreste Byrnes gegen dessen ausdrücklichen Willen angeeignet.

Noch während seiner Zeit als Assistent seines Bruders William hatte John Hunter angefangen, sich verstärkt für die Physiologie von Tieren zu interessieren. Dieses Interesse ging mit der Zeit so weit, dass er im Jahr 1765 ein Stück Land in Earls Court vor den Toren Londons kaufte und hier einen großen Teil seiner Freizeit verbrachte. Er ließ ein Landhaus mit einigen Nebengebäuden errichten und kaufte über die Jahre hinweg eine Vielzahl zumeist exotischer Tiere, die er auf seinen Landsitz bringen ließ. Auf den Weiden in Earls Court grasten Schafe, Pferde und Zebras und in den Ställen neben seinem Landhaus hielt Hunter Affen, Schakale, Löwen und Leoparden. Auf diese Weise konnte er nicht nur das Verhalten der Tiere studieren, sondern sie auch nach ihrem Ableben sezieren und Aufschlüsse über ihren Körperbau gewinnen. Beispielsweise befasste er sich mit Gehörorgan der Fische. Anders als andere Naturforscher seiner Zeit war er allerdings nicht an einer korrekten Klassifikation der Tiere interessiert, sondern vielmehr an der Entdeckung der allgemeinen Gesetzmäßigkeiten des Lebendigen. Seine Biographin Moore sieht Hunter deshalb auch als einen der Pioniere der Biologie, die als Wissenschaft erst im 19. Jahrhundert etabliert wurde. László A. Magyar stellte 1994 die These auf, dass John Hunter als Vorbild für Doktor Doolittle in Hugh Loftings Kinderbuch Doktor Dolittle und seine Tiere gedient haben könnte.
Wann immer ihm bei einer Sektion Besonderheiten auffielen, fertigte Hunter Präparate an, die er in seinem Haus in London sammelte. Auf diese Weise kam über die Jahre hinweg eine beträchtliche Sammlung zusammen, die von Walknochen, dem Fell einer Giraffe und einem ausgestopften Känguru über zahlreiche tierische und menschliche Feuchtpräparate bis hin zu Anomalien wie den Gehirnen eines Kalbs mit zwei Köpfen oder dem Körper eines ungeborenen Kindes mit offenem Rücken reichte. Im Zuge seiner Sektionen wandte John Hunter 1775 erstmals das zuvor durch seinen Bruder William beschriebene Verfahren der „arteriellen Konservierung“ in der Praxis an, das sich später allgemein für die Leichenkonservierung durchsetzte. Dabei wird dem Körper eine konservierende Flüssigkeit in den Blutkreislauf injiziert, wobei dies meist durch die Halsschlagader geschah. Selbst die sterblichen Überreste des als ‚Irish Giant‘ bekannt gewordenen Charles Byrne gelangten 1783 – gegen die Zahlung einer für damalige Maßstäbe beträchtlichen Summe von 500 Pfund Sterling – schließlich in die Hände von Hunter. Die Forschung geht davon aus, dass Hunter bis zu seinem Tod mehr als 13.600 einzelne Präparate von rund 500 verschiedenen Arten in seiner Sammlung vereinigte.
Im Jahr 1788 eröffnete Hunter in einem Gebäudekomplex am Londoner Leicester Square, den er zugleich mit seiner Frau Anne bewohnte, ein Museum. Hier stellte er seine kostbare Sammlung aus. Sie hatte ihn über 30 Jahre hinweg ein Vermögen gekostet – Hunter selbst gab den Wert in seinem Testament mit 90.000 Guinees an, nach heutigem Wert etwa 11.800.000 Pfund Sterling. Neben seinen tierischen und menschlichen Präparaten waren in seinem Museum auch Fossilien und Mineralien ausgestellt. Neben jedem Fossil lag eine Probe von der Gesteinsschicht, der es entnommen war. Nahezu zwei Jahrzehnte vor William Smith, dem Begründer der britischen Geologie, war Hunter zu der Einsicht gelangt, dass dieselben Fossilien immer in derselben Gesteinsschicht abgelagert sind.

#### Letzte Jahre und Tod

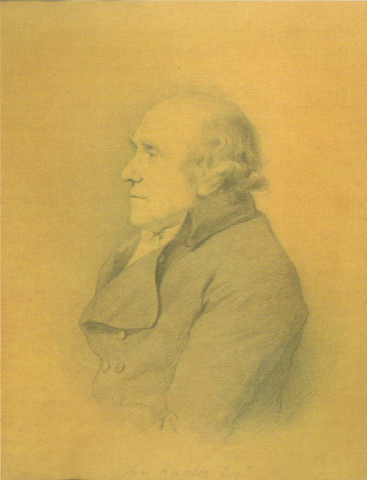
John Hunter kurz vor seinem Tod. Porträt von Sir Nathaniel Dance-Holland aus dem Jahr 1793.

In seinen letzten Jahren wurde Hunter für seine Arbeit vielfach ausgezeichnet. Bereits im Januar 1776 hatte der englische König Georg III. ihn zu seinem außerordentlichen Chirurgen ernannt. 1781 wurde Hunter in die Königliche Wissenschafts- und Literaturgesellschaft in Göteborg aufgenommen und 1783 in die französische Académie Royale. Im Januar 1786 wurde er schließlich, in Anerkennung seiner Arbeit als Militärarzt, zum Deputy Surgeon General der britischen Armee ernannt und im März 1790 zum Surgeon General. Im selben Jahr gab Hunter seine Vorlesungstätigkeit an Home ab.
Bis zu seinem Tod behandelte Hunter Patienten, arbeitete weiterhin im Sezierraum und unterrichtete Studenten in seinem eigens für ihn eingerichteten anatomischen Theater am Leicester Square. Zu seinen berühmtesten Patienten in jener Zeit gehörten der britische Premierminister William Pitt der Jüngere, der schottische Nationalökonom Adam Smith und der schottische Dichter George Gordon Byron, den Hunter kurz nach seiner Geburt gegen die Pocken impfte. Der Komponist Joseph Haydn, eng befreundet mit Hunters Frau Anne, entzog sich einer Behandlung seiner Nasenpolypen aus Angst vor dem Eingriff, gab aber später an, dies zu bereuen.
Am 16. Oktober 1793 starb Hunter während einer Sitzung im St. George’s Hospital. Symptome eines wohl schon 20 Jahre bestehenden Herzleidens mit Angina pectoris hatte zuvor schon sein Freund Jenner erkannt und diese „Mr. Cline und Mr. Home“ mitgeteilt. Eine am nächsten Tag durch seinen Schwager Everard Home vorgenommene Autopsie ergab einen Herzklappenfehler mit Erweiterung der Aorta, und dass er an einer durch Arterienverkalkung verursachten koronaren Herzkrankheit gestorben war. Hunter wurde, von nur wenigen seiner ältesten Freunde begleitet, zunächst in St. Martin-in-the-Fields bestattet; am 28. März 1859 wurde der Sarg mit seinen sterblichen Überresten von der ursprünglichen Begräbnisstätte in die Westminster Abbey überführt.

### Vermächtnis

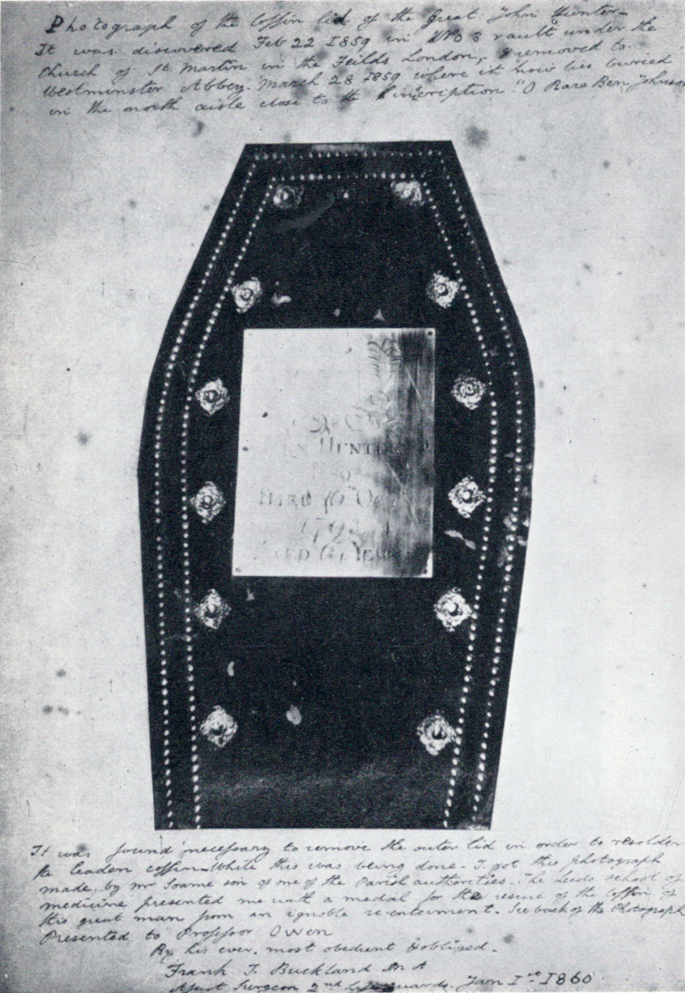
Fotografie des Sargdeckels von Hunter aus dem Jahr 1859. Der Sarg wurde am 28. März 1859 von der ursprünglichen Begräbnisstätte St. Martin-in-the-Fields in die Westminster Abbey überführt.

In seinem drei Monate vor seinem Tod abgefassten Testament hatte Hunter bestimmt, dass seine Besitztümer größtenteils verkauft und seine Sammlung dem britischen Staat zum Erwerb angeboten werden sollte. Auf diese Weise sollten seine über die Jahre angewachsenen Schulden beglichen werden. Doch nach den Versteigerungen seines Nachlasses durch das Londoner Auktionshaus Christie’s stellte sich heraus, dass kein Geld mehr für seine Frau Anne übrigblieb. Darüber hinaus war der mitten im Krieg mit Frankreich stehende britische Staat nicht daran interessiert, Hunters Museum zu erwerben. Premierminister William Pitt soll bei dieser Gelegenheit verärgert ausgerufen haben „Wie! Präparate kaufen! Warum, ich habe nicht genug Geld, um Schießpulver zu kaufen.“
Auf diese Weise blieb Hunters Sammlung zunächst in den Händen von Everard Home, der sie 1799 für den Spottpreis von 15.000 Pfund Sterling an das Royal College of Surgeons of England verkaufte. Das Royal College of Surgeons bestimmte William Clift (1775–1849), den früheren Assistenten und Sekretär Hunters, zum Kurator. Unter Clifts Leitung gewann das Londoner Hunterian Museum internationale Anerkennung und zog Besucher aus allen Teilen der Welt an. Gleichzeitig begann Clift, die unveröffentlichten Manuskripte Hunters zu kopieren. Everard Home hatte deren Herausgabe verlangt und Clift hatte eine Vorahnung, dass den Papieren ein ungewisses Schicksal drohen könnte, wenn er sie an Home auslieferte. Clifts Vorahnung sollte sich erfüllen. Wie sich später herausstellte, nutzte Home die schließlich an ihn übergebenen Manuskripte für seine eigenen Veröffentlichungen und schrieb weite Teile daraus wortwörtlich ab. Jahre nachdem Home für seine wissenschaftlichen Verdienste mit der renommierten Copley-Medaille geehrt worden war, verbrannte er Hunters Manuskripte; nur kleinere Teile der umfangreichen Aufzeichnungen Hunters blieben – zusammen mit den Abschriften Clifts – für die Nachwelt erhalten. Hunters Präparate sind heute in der Hunterian Collection am Royal College of Surgeons in London für die Öffentlichkeit zugänglich.
Mehr noch als Hunters Sammlungen und Schriften haben seine Schüler zum Weiterleben seiner Ideen beigetragen. Sie verbreiteten seinen Ansatz der wissenschaftlichen Chirurgie in Großbritannien und den Vereinigten Staaten. Hunters Biographin Moore stellt dazu fest: „Durch Hunters durchdringenden Einfluss basierte die zukünftige Praxis der Chirurgie im Wesentlichen auf den Lehrsätzen der Beobachtung, des Experiments und der Anwendung wissenschaftlicher Beweisführung“. Das Royal College of Surgeons würdigte Hunter als den „Begründer der naturwissenschaftlichen Chirurgie“.
Insbesondere in Großbritannien und Amerika gilt Hunter, gemäß Garrison der Begründer der experimentellen und chirurgischen Pathologie sowie Pionier auf den Gebieten der vergleichenden Physiologie und experimentellen Morphologie, der die Chirurgie auf solide Fundamente der Physiologie und Pathologie stellte, als einer der größten Chirurgen aller Zeiten. Auch hatte der herausragende Vertreter der Chirurgie in der Zeit des Vitalismus die bereits von William Harvey behauptete „Lebenskraft“ des Blutes als physiologischen Grundsatz angenommen und eine dies fundierende Lehre von der Vitalität des Blutes erarbeitet.
Mount Hunter, ein Berg auf der Brabant-Insel in der Antarktis, ist nach ihm benannt. Auch das untere Keimdrüsenband (Gubernaculum Hunteri) wurde nach ihm benannt.

## Schriften (Auswahl)
Eigenständige Schriften, veröffentlicht zu Lebzeiten Hunters
- Proposals for the Recovery of People apparently Drowned. 1755.
- The Natural History of the Human Teeth: Explaining their Structure, Use, Formation, Growth, and Diseases. London 1771, Google Books.
- A Practical Treatise on the Diseases of the Teeth; Intended as a Supplement to the Natural History of Those Parts. London 1778, Online.
- A Treatise on the Veneral Disease. London 1786, Google Books.

Spätere Veröffentlichungen
- John Hunters natürliche Geschichte der Zähne und Beschreibung der Krankheiten. Aus dem Englischen übersetzt. Leipzig 1780.
- A Treatise on the Blood, Inflammation and Gun-shot Wounds, by the Late John Hunter. London 1794.
  - Versuche über die Entzündung, Eiterung und die Schusswunden. Aus dem Englischen von Ernst Benjamin Gottlieb Hebenstreit. Sommersche Buchhandlung, Leipzig 1797.
- The Works of John Hunter. Hrsg. von James F. Palmer, 4 Bände und Atlas. Longman, London 1835–1837, Google Books.
- Observations and Reflections on Geology. London 1859, Google Books.
- Essays and Observations on Natural History, Anatomy, Physiology, Psychology and Geology. Hrsg. von Richard Owen, 2 Bände, London 1861, Google Books, Band 1, Band 2.
- Letters from the Past, from John Hunter to Edward Jenner. Hrsg. von E. H. Cornelius und A. J. Harding Rains, London 1976.
- The Case Books of John Hunter FRS. Hrsg. von Elizabeth Allen, J. L. Turk und Sir Reginald Murley, London 1993.

Verzeichnis der Schriften
Für ein Gesamtverzeichnis der Schriften John Hunters ist Qvist, John Hunter, Kapitel „Publications“, S. 56–66 maßgeblich. Qvist gliedert die Veröffentlichungen zunächst thematisch und dann chronologisch.